# کتاب مقدس شیطان
کتاب مقدس شیطان (به ژاپنی: 悪の教典)، (به انگلیسی: Lesson of the Evil) فیلمی ژاپنی در سبک ترسناک به کارگردانی تاکاشی میکه با بازی هیده‌آکی ایتو محصول سال ۲۰۱۲ است. این فیلم اقتباسی از رمانی به همین نام نوشته یوسوکه کیشی در سال ۲۰۱۰ است.